# General Telles
General Telles é uma escola de samba da cidade de Pelotas no Rio Grande do Sul. A entidade já conquistou 21 vezes o carnaval de sua cidade. Entre seus principais fundadores estão Alfredo Chagas, Milton Galfru, Sidney Rodrigues, Valter Leal e Osvaldo Meireles.
No carnaval de 2010 a escola foi campeã cantando o teatro mais antigo do Brasil, o Teatro Sete de Abril.O desfile foi muito luxuoso e se destacou dois pontos da escola que defendia o título naquele ano a Estação Primeira do Areal
No carnaval de 2011, a escola foi a mais esperada, pois iria falar sobre o centenário do Grêmio Esportivo Brasil (um dos clubes com maior torcedores da cidade). A escola buscou ajuda de clubes sociais da cidade, e esperava-se o maior campeonato de todos os tempos com maior diferença de pontos, porém a escola fez um desfile muito rico, só que muito escuro e com muitos problemas[carece de fontes?], e o que restou a Telles foi o terceiro lugar.
Já no carnaval de 2012 esperava-se a repetição dos mesmos lugares de 2012, só que a Telles surpreendeu com o vice-campeonato.Como a associação das entidades carnavalesca de Pelotas decidiu o tema obrigatório (o bicentenario da cidade), a escola comparou pelotas com Atenas (Capital da Grécia).
Em 2013 a escola homenageou as festas populares ao redor do país. Em 2014 as escolas do grupo especial decidiram não desfilar de forma oficial, por não aceitar o local indicado para os desfiles.

## Segmentos

### Presidentes
| Nome                   | Mandato           | Ref.  |
| ---------------------- | ----------------- | ----- |
| Paulo Marques de Ávila | ? - ?             | [ 3 ] |
| Carlos Furtado         | 2014 - atualidade | [ 2 ] |

## Carnavais
| Ano                                                          | Colocação                                                    | Grupo                                                        | Enredo                                                                                     | Ref.                               |
| ------------------------------------------------------------ | ------------------------------------------------------------ | ------------------------------------------------------------ | ------------------------------------------------------------------------------------------ | ---------------------------------- |
| 2000                                                         | Vice-campeã                                                  | Especial                                                     |                                                                                            | [ 4 ]                              |
| 2001                                                         | 3º lugar                                                     | Especial                                                     | Os Orixás                                                                                  | [ 5 ]                              |
| 2002                                                         | Vice-campeã                                                  | Especial                                                     | A noite é o dia que dorme - Um Carnaval nas estrelas.                                      | [ 6 ] [ 7 ]                        |
| 2003                                                         | Vice-campeã                                                  | Especial                                                     | O Mundo Passa Por Mim Todos os Dias...Enquanto Eu Passo Pelo Mundo Uma Vez.                | [ 8 ]                              |
| 2004                                                         | Campeã                                                       | Especial                                                     | No coração da Telles brilha a estrela Dicléa                                               | [ 9 ] [ 10 ]                       |
| 2005                                                         | Campeã                                                       | Especial                                                     | Da batalha dos anjos ao 14 Bis de Santos Dumont.                                           | [ 11 ] [ 12 ]                      |
| 2006                                                         | Campeã                                                       | Especial                                                     | Há um quê de sonho e magia, requinte e sedução - Diamantinos: 100 anos de glória e paixão. | [ 13 ] [ 14 ]                      |
| 2007                                                         | Vice-campeã                                                  | Especial                                                     | Quando 2 e 2 são 4                                                                         | [ 15 ] [ 16 ]                      |
| 2008                                                         | Vice-campeã                                                  | Especial                                                     | A Telles canta São Lourenço do Sul, terra do Sul, do Sol e de todas as paisagens.          | [ 17 ]                             |
| 2009                                                         | Vice-campeã                                                  | Especial                                                     | Telles - Universo de paixão                                                                | [ 18 ] [ 19 ]                      |
| 2010                                                         | Campeã                                                       | Especial                                                     | Em festa de bamba, o teatro vira samba.                                                    | [ 20 ]                             |
| 2011                                                         | 3° lugar                                                     | Especial                                                     | Avante com todo o esquadrão, a Telles canta um centenário de paixão                        | [ 3 ] [ 21 ] [ 22 ]                |
| 2012                                                         | Vice-campeã                                                  | Especial                                                     | Pelotas a Atenas do sul – a Telles mostra a cultura pelotense nos 200 anos da Princesa     | [ 23 ] [ 24 ]                      |
| 2013                                                         | 3º lugar                                                     | Especial                                                     | De Parintins à Festa do Mar, A Telles Mostra a Cultura Popular                             | [ 25 ] [ 26 ] [ 27 ] [ 28 ] [ 29 ] |
| 2014                                                         | Participação                                                 | -                                                            | Vermelho                                                                                   | [ 2 ] [ 30 ]                       |
| 2015                                                         | Participação                                                 | -                                                            |                                                                                            | [ 31 ]                             |
| Em 2016 o carnaval foi cancelado devido a falta de recursos. | Em 2016 o carnaval foi cancelado devido a falta de recursos. | Em 2016 o carnaval foi cancelado devido a falta de recursos. | Em 2016 o carnaval foi cancelado devido a falta de recursos.                               | [ 32 ]                             |
| 2019                                                         | Campeã                                                       | Especial                                                     | Façam suas apostas, a sorte foi lançada.                                                   | [ 33 ] [ 34 ]                      |

## Títulos
- Campeã de Pelotas: 1961, 1963, 1964, 1966, 1968, 1969, 1972, 1973, 1975, 1977, 1980, 1982, 1983, 1984, 1987 (Dividido com a Academia do Samba), 1988, 1990, 2004, 2005 (Dividido com a Estação Primeira do Areal), 2006, 2010, 2019

## Prêmios
Estandarte de Ouro (Prêmio Rei Momo Agostinho Trindade)
- 2008: Mestre-sala e porta-bandeira, interprete e ala de passistas.[35]
- 2009: Mestre-sala e porta-bandeira, interprete, ala de passistas.[36]
- 2010: Harmonia musical, tema enredo, alegoria e adereços, evolução, mestre sala e porta-bandeira, samba-enredo.[37]
- 2011: Bateria e tema enredo.[38]
- 2012: Bateria[39]